# Biblioteka Główna Uniwersytetu Papieskiego Jana Pawła II w Krakowie
Biblioteka Główna Uniwersytetu Papieskiego Jana Pawła II – polska biblioteka akademicka w Krakowie, w dzielnicy VII Dębniki przy ulicy prof. Michała Bobrzyńskiego 10, na styku Pychowic, Ruczaju oraz Kobierzyna.
Jest głównym zbiorem książek Uniwersytetu Papieskiego Jana Pawła II.

## Historia
Do czasu otwarcia budynku biblioteki, zbiory Uniwersytetu Papieskiego przechowywane były w budynku Wyższego Seminarium Duchownego Archidiecezji Krakowskiej przy ulicy Podzamcze 8, na Starym Mieście. Pod koniec lat 90. XX wieku władze uczelni podjęły decyzję o wybudowaniu nowego budynku dla biblioteki.
Następnie zorganizowany został konkurs architektoniczny na zaprojektowanie nowego budynku, który w 1999 zwyciężyło biuro architektoniczne „Ingarden & Ewÿ Architekci”.
W 2000 rozpoczęto prace wstępne przez budową, a w 2001 został wmurowany kamień węgielny pod budowę przez kardynała Franciszka Macharskiego. 17 sierpnia 2002 uroczyście oddano do użytku nowy budynek biblioteki. Podczas otwarcia obiekt został poświęcony przez ówczesnego papieża Jana Pawła II.
Do końca 2006 zostało oddane do eksploatacji 25% powierzchni budynku. Inwestycję zakończono w całości w 2010 dzięki środkom pieniężnym pozyskanym z Europejskiego Funduszu Rozwoju Regionalnego. Współpracuje z BIblioteką Narodową.
Po otwarciu stała się jedną z największych bibliotek w Krakowie oraz jedną z największych bibliotek katolickich uczelni w Polsce. Jest pierwszym budynkiem Kampusu świętego Jana Pawła II, którego budowa w krakowskiej dzielnicy Ruczaj rozpoczęła się w kwietniu 2024.

## Lokalizacja
Znajduje się na terenie dzielnicy VIII Dębniki przy ulicy prof. Michała Bobrzyńskiego 10, na styku Pychowic, Ruczaju oraz Kobierzyna. W jej otoczeniu znajdują się: Kampus 600-lecia Odnowienia Uniwersytetu Jagiellońskiego oraz Krakowski Park Technologiczny.